# 東加羅林狐蝠
東加羅林狐蝠（Pteropus molossinus），又名卡洛島狐蝠或莫洛西斯狐蝠，是一種狐蝠科。牠們是密克羅尼西亞群島的特有種。牠們棲息在亞熱帶或熱帶的森林。牠們因失去棲息地而受到威脅。